# Polystyren
 For alternative betydninger, se Polystyren (ekspanderet).
Polystyren (PS) en polymer fremstillet af styren, er et af de mest almindelige plasttyper vi har.
I 1830'erne blev styren og polystyren registreret som materiale, men først i 1922 startede tyskeren Staudinger udviklingsarbejdet og i 1930'erne begyndte den egentlige produktion.
Tilførsel af forskellige blandingsstoffer som gummi, butadien, akrylonitril giver polystyrenet mange anvendelsesmuligheder med hårdhed, blødhed, stivhed, sejhed. Den er modstandsdygtig over for slag, er kemikaliebestandig og har en høj elektrisk isoleringsevne.
Under produktion er det flydende polystyren nemt at håndtere til formgivning. Dens smidighed samt flotte finish har gjort den anvendelig til emballage, flasker, husholdnings- og kontorartikler, legetøj, produkter i bilindustrien og til tv- og radioapparater. Polystyrenets egenskab som ikke ledende af elektricitet har gjort den særlig populær til elektriske installationer samt små maskiner både i husholdning og industri.
Polystyren anvendes til produktion af en lang række forskellige produkter. Materialet kan også bearbejdes, så det omdannes til EPS (også kendt som ekspanderet polystyren eller flamingo). Tilsvarende kan det anvendes til produktion af XPS, som er ekstruderet polystyren. Alle former for polystyren er 100% genanvendelige. Dels kan materialet smeltes om, så det danner en ny råvare, men polystyren kan også omdannes til styren, hvorved det kan anvendes på ny i produktionen af polystyren og andre plasttyper. I 2019 har bl.a. selskabet Ineos offentliggjort, at de forventer, at denne proces kan ske på kommerciel basis.